# Rastičevo (Gračac)
Rastičevo falu Horvátországban Zára megyében. Közigazgatásilag Gračachoz tartozik.

## Fekvése
Zárától légvonalban 70, közúton 89 km-re keletre, községközpontjától légvonalban 22, közúton 25 km-re délkeletre, Lika déli részén fekszik.

## Története
A török kiűzése (1685) után pravoszlávokkal betelepített likai falvak közé tartozik. A településnek 1857-ben 200, 1910-ben 404 lakosa volt. Az első világháború után előbb a Szerb–Horvát–Szlovén Királyság, majd Jugoszlávia része lett. 1991-ben csaknem teljes lakossága szerb nemzetiségű volt. Lakói még ez évben csatlakoztak a Krajinai Szerb Köztársasághoz. A horvát hadsereg 1995 augusztusában a Vihar hadművelet során foglalta vissza a települést. Szerb lakói elmenekültek. A településnek 2011-ben 4 lakosa volt.

## Lakosság
| Lakosság változása | Lakosság változása | Lakosság változása | Lakosság változása | Lakosság változása | Lakosság változása | Lakosság változása | Lakosság változása | Lakosság változása | Lakosság változása | Lakosság változása | Lakosság változása | Lakosság változása | Lakosság változása | Lakosság változása | Lakosság változása |
| ------------------ | ------------------ | ------------------ | ------------------ | ------------------ | ------------------ | ------------------ | ------------------ | ------------------ | ------------------ | ------------------ | ------------------ | ------------------ | ------------------ | ------------------ | ------------------ |
| 1857               | 1869               | 1880               | 1890               | 1900               | 1910               | 1921               | 1931               | 1948               | 1953               | 1961               | 1971               | 1981               | 1991               | 2001               | 2011               |
| 200                | 0                  | 268                | 313                | 393                | 404                | 486                | 482                | 447                | 435                | 313                | 268                | 118                | 77                 | 4                  | 4                  |

## Nevezetességei
Starčevići és Jokići településrészein a népi építészet jellegzetes példái láthatók.